# V liga polska w piłce nożnej (2024/2025)
V liga 2024/2025 to rozgrywki szóstego poziomu ligowego piłki nożnej mężczyzn w Polsce w województwach małopolskim, mazowieckim, śląskim i wielkopolskim. Najlepsze zespoły awansowały do IV ligi, natomiast najsłabsze zespoły zostały relegowane do klasy okręgowej.

## Województwo małopolskie

### Grupa wschodnia

#### Drużyny
| Uczestnicy poprzedniej edycji                                                                                 | Uczestnicy poprzedniej edycji | Uczestnicy poprzedniej edycji | Uczestnicy poprzedniej edycji |
| --- | ----------------------------- | ----------------------------- | ----------------------------- |
| DUN | Dunajec Nowy Sącz             | 4                             |                               |
| OKO | Okocimski KS Brzesko          | 5                             |                               |
| DZA | Dunajec Zakliczyn             | 6                             |                               |
| MTA | Metal Tarnów                  | 7                             |                               |
| KOL | Kolejarz Stróże               | 8                             |                               |
| TAR | Tarnovia Tarnów               | 9                             |                               |
| UN2 | Unia II Tarnów                | 10                            |                               |
| ZAL | Zalesianka Zalesie            | 11                            |                               |
| GRO | GLKS Gromnik                  | 13                            |                               |
| SZA | LKS Szaflary                  | 141                           |                               |
| ODĘ | Orzeł Dębno                   | 152                           |                               |
| Awans z klasy okręgowej 2023/2024                                                                             |                               |                               |                               |
| grupa Nowy Sącz I                                                                                             |                               |                               |                               |
| GPO | Gród Podegrodzie              | 1                             |                               |
| grupa Nowy Sącz II                                                                                            |                               |                               |                               |
| JJO | Jordan Jordanów               | 1                             |                               |
| grupa Tarnów I                                                                                                |                               |                               |                               |
| SNW | Szreniawa Nowy Wiśnicz        | 3                             |                               |
| grupa Tarnów II                                                                                               |                               |                               |                               |
| KNJ | KS Nowa Jastrząbka-Żukowice   | 1                             |                               |
| ŁŁT | Łęgovia Łęg Tarnowski         | 24                            |                               |
| Oznaczenia: - kolumna pierwsza – skróty nazw drużyn, - kolumna trzecia – miejsce zajęte w poprzednim sezonie. |                               |                               |                               |

Objaśnienia:
1. Sandecja II Nowy Sącz wycofała się po zakończeniu poprzedniego sezonu, w związku z czym utrzymał się LKS Szaflary[1].
2. GKS Drwinia wycofała się po zakończeniu poprzedniego sezonu, w związku z czym utrzymał się Orzeł Dębno[2].
3. Ze względu na występowanie Okocimskiego KS Brzesko w V lidze, ich rezerwy nie były uprawnione do awansu, w związku z czym do baraży zakwalifikowała się Szreniawa Nowy Wiśnicz. Ostatecznie jednak, w związku z rezygnacją z awansu Sokoła Maszkienice, Szreniawa Nowy Wiśnicz awansowała bezpośrednio do V ligi[3].
4. Łęgovia Łęg Tarnowski wygrała dwustopniowe baraże o awans do V ligi.

#### Tabela
| Lp. | Drużyna                      | M  | Z  | R | P  | Bramki | Bramki | Różn. | Pkt | Uwagi                       | Bezpośrednio                |
| --- | ---------------------------- | -- | -- | - | -- | ------ | ------ | ----- | --- | --------------------------- | --------------------------- |
| 1   | Okocimski KS Brzesko (M) (A) | 30 | 24 | 4 | 2  | 97     | 26     | +71   | 76  | Awans do IV ligi            |                             |
| 2   | Metal Tarnów (A)             | 30 | 21 | 3 | 6  | 110    | 40     | +70   | 66  | Awans do IV ligi            |                             |
| 3   | Gród Podegrodzie             | 30 | 20 | 4 | 6  | 93     | 45     | +48   | 64  |                             |                             |
| 4   | Dunajec Nowy Sącz            | 30 | 18 | 5 | 7  | 60     | 47     | +13   | 59  |                             |                             |
| 5   | Kolejarz Stróże              | 30 | 16 | 4 | 10 | 47     | 36     | +11   | 52  |                             |                             |
| 6   | KS Nowa Jastrząbka-Żukowice  | 30 | 13 | 5 | 12 | 68     | 54     | +14   | 44  |                             |                             |
| 7   | Jordan Jordanów              | 30 | 12 | 6 | 12 | 70     | 65     | +5    | 42  |                             |                             |
| 8   | LKS Szaflary                 | 30 | 12 | 3 | 15 | 55     | 73     | −18   | 39  | SZA – SNW 4:2 SNW – SZA 1:1 |                             |
| 9   | Szreniawa Nowy Wiśnicz       | 30 | 12 | 3 | 15 | 49     | 60     | −11   | 39  | SZA – SNW 4:2 SNW – SZA 1:1 |                             |
| 10  | Tarnovia Tarnów              | 30 | 11 | 4 | 15 | 48     | 56     | −8    | 37  |                             |                             |
| 11  | Unia II Tarnów (S)           | 30 | 10 | 5 | 15 | 50     | 55     | −5    | 35  | Spadek do klasy okręgowej   |                             |
| 12  | Zalesianka Zalesie (S)       | 30 | 9  | 7 | 14 | 48     | 52     | −4    | 34  | Spadek do klasy okręgowej   |                             |
| 13  | Orzeł Dębno (S)              | 30 | 9  | 5 | 16 | 41     | 65     | −24   | 32  | Spadek do klasy okręgowej   | ODĘ – ŁŁT 2:0 ŁŁT – ODĘ 2:3 |
| 14  | Łęgovia Łęg Tarnowski (S)    | 30 | 9  | 5 | 16 | 40     | 70     | −30   | 32  | Spadek do klasy okręgowej   | ODĘ – ŁŁT 2:0 ŁŁT – ODĘ 2:3 |
| 15  | Dunajec Zakliczyn (S)        | 30 | 7  | 8 | 15 | 58     | 68     | −10   | 29  | Spadek do klasy okręgowej   |                             |
| 16  | GLKS Gromnik (S)             | 30 | 1  | 1 | 28 | 11     | 133    | −122  | 4   | Spadek do klasy okręgowej   |                             |

### Grupa zachodnia

#### Drużyny
| Uczestnicy poprzedniej edycji                                                                                 | Uczestnicy poprzedniej edycji | Uczestnicy poprzedniej edycji | Uczestnicy poprzedniej edycji |
| --- | ----------------------------- | ----------------------------- | ----------------------------- |
| RAR | Radziszowianka Radziszów      | 3                             |                               |
| GIE | Jutrzenka Giebułtów           | 4                             |                               |
| GAR | Garbarnia Kraków              | 51                            |                               |
| TBI | Tempo Białka                  | 6                             |                               |
| CHE | KS Chełmek                    | 7                             |                               |
| KOB | Sokół Kocmyrzów Baranówka     | 8                             |                               |
| WĘG | Węgrzcanka Węgrzce Wielkie    | 9                             |                               |
| SKA | Skawa Wadowice                | 102                           |                               |
| BŁM | Błękitni Modlnica             | 123                           |                               |
| Spadek z IV ligi 2023/2024                                                                                    |                               |                               |                               |
| grupa małopolska                                                                                              |                               |                               |                               |
| OŚW | Unia Oświęcim                 | 17                            |                               |
| NNW | Niwa Nowa Wieś                | 18                            |                               |
| Awans z klasy okręgowej 2023/2024                                                                             |                               |                               |                               |
| grupa Kraków I                                                                                                |                               |                               |                               |
| PRZ | Przebój Wolbrom               | 1                             |                               |
| grupa Kraków II                                                                                               |                               |                               |                               |
| KMZ | Kmita Zabierzów               | 1                             |                               |
| PSK | Pogoń Skotniki                | 24                            |                               |
| grupa Kraków III                                                                                              |                               |                               |                               |
| RAB | Raba Dobczyce                 | 1                             |                               |
| grupa Wadowice                                                                                                |                               |                               |                               |
| VJA | Victoria 1918 Jaworzno        | 1                             |                               |
| Oznaczenia: - kolumna pierwsza – skróty nazw drużyn, - kolumna trzecia – miejsce zajęte w poprzednim sezonie. |                               |                               |                               |

| Uczestnicy dołączeni do ligi | Uczestnicy dołączeni do ligi |
| ---------------------------- | ---------------------------- |
| Hutnik II Kraków             | -5                           |

Objaśnienia:
1. Garbarnia Kraków wycofała się po zakończeniu poprzedniego sezonu III ligi i zajęła miejsce drużyny rezerw w rozgrywkach V ligi[4].
2. Ze względu na dodatkowe utrzymanie Kalwarianki Kalwarii Zebrzydowskiej w IV lidze, w V lidze dodatkowo utrzymała się Skawa Wadowice[5].
3. Ze względu na dodatkowe utrzymanie MKS-u Trzebinia w IV lidze, w V lidze mógł utrzymać się dodatkowo KS Olkusz[6]. Klub z Olkusza zrezygnował jednak z utrzymania, w związku z czym utrzymali się Błękitni Modlnica[7].
4. Pogoń Skotniki wygrał dwustopniowe baraże o awans do V ligi.
5. Hutnik II Kraków został dokooptowany do rozgrywek[8].

#### Tabela
| Lp. | Drużyna                         | M  | Z  | R  | P  | Bramki | Bramki | Różn. | Pkt | Uwagi                                                          | Bezpośrednio                |
| --- | ------------------------------- | -- | -- | -- | -- | ------ | ------ | ----- | --- | -------------------------------------------------------------- | --------------------------- |
| 1   | Garbarnia Kraków (M) (A)        | 32 | 19 | 7  | 6  | 68     | 35     | +33   | 64  | Awans do IV ligi                                               | GAR – HU2 1:0 HU2 – GAR 2:2 |
| 2   | Hutnik II Kraków (A)            | 32 | 20 | 4  | 8  | 81     | 43     | +38   | 64  | Awans do IV ligi                                               | GAR – HU2 1:0 HU2 – GAR 2:2 |
| 3   | Niwa Nowa Wieś                  | 32 | 18 | 7  | 7  | 65     | 47     | +18   | 61  |                                                                |                             |
| 4   | Tempo Białka                    | 32 | 17 | 3  | 12 | 64     | 53     | +11   | 54  |                                                                |                             |
| 5   | KS Chełmek                      | 32 | 15 | 8  | 9  | 54     | 47     | +7    | 53  | CHE – GIE 4:3 GIE – CHE 2:2                                    |                             |
| 6   | Jutrzenka Giebułtów             | 32 | 16 | 5  | 11 | 62     | 62     | 0     | 53  | CHE – GIE 4:3 GIE – CHE 2:2                                    |                             |
| 7   | Radziszowianka Radziszów        | 32 | 13 | 7  | 12 | 59     | 47     | +12   | 46  | RAR – OŚW 3:0 OŚW – RAR 2:2                                    |                             |
| 8   | Unia Oświęcim                   | 32 | 12 | 10 | 10 | 52     | 54     | −2    | 46  | RAR – OŚW 3:0 OŚW – RAR 2:2                                    |                             |
| 9   | Sokół Kocmyrzów Baranówka       | 32 | 13 | 6  | 13 | 63     | 56     | +7    | 45  |                                                                |                             |
| 10  | Victoria 1918 Jaworzno          | 32 | 13 | 3  | 16 | 50     | 58     | −8    | 42  | VJA: 9 pkt, różn. +7 BŁM: 6 pkt, różn. -1 KMZ: 3 pkt, różn. -6 |                             |
| 11  | Błękitni Modlnica               | 32 | 12 | 6  | 14 | 65     | 72     | −7    | 42  | VJA: 9 pkt, różn. +7 BŁM: 6 pkt, różn. -1 KMZ: 3 pkt, różn. -6 |                             |
| 12  | Kmita Zabierzów                 | 32 | 11 | 9  | 12 | 37     | 46     | −9    | 42  | VJA: 9 pkt, różn. +7 BŁM: 6 pkt, różn. -1 KMZ: 3 pkt, różn. -6 |                             |
| 13  | Raba Dobczyce1                  | 32 | 10 | 10 | 12 | 54     | 56     | −2    | 40  |                                                                |                             |
| 14  | Węgrzcanka Węgrzce Wielkie2 (S) | 32 | 11 | 4  | 17 | 49     | 61     | −12   | 37  | Spadek do klasy okręgowej                                      |                             |
| 15  | Przebój Wolbrom (S)             | 32 | 8  | 10 | 14 | 49     | 61     | −12   | 34  | Spadek do klasy okręgowej                                      |                             |
| 16  | Pogoń Skotniki (S)              | 32 | 5  | 5  | 22 | 39     | 72     | −33   | 20  | Spadek do klasy okręgowej                                      |                             |
| 17  | Skawa Wadowice (S)              | 32 | 4  | 6  | 22 | 32     | 73     | −41   | 18  | Spadek do klasy okręgowej                                      |                             |

## Województwo mazowieckie

### Grupa I

#### Drużyny
| Uczestnicy poprzedniej edycji                                                                                 | Uczestnicy poprzedniej edycji | Uczestnicy poprzedniej edycji | Uczestnicy poprzedniej edycji |
| --- | ----------------------------- | ----------------------------- | ----------------------------- |
| PUŁ | Nadnarwianka Pułtusk          | 3                             |                               |
| NAR | Narew Ostrołęka               | 4                             |                               |
| PO2 | Polonia II Warszawa           | 5                             |                               |
| ŻNA | Żbik Nasielsk                 | 6                             |                               |
| DRU | Drukarz Warszawa              | 7                             |                               |
| MGO | Mazur Gostynin                | 93                            |                               |
| HWO | Huragan Wołomin               | 10                            |                               |
| PPŁ | PAF Płońsk                    | 11                            |                               |
| Spadek z IV ligi 2023/2024                                                                                    |                               |                               |                               |
| grupa mazowiecka                                                                                              |                               |                               |                               |
| MMA | Marcovia Marki                | 15                            |                               |
| SSE | Sokół Serock                  | 17                            |                               |
| Awans z klasy okręgowej 2023/2024                                                                             |                               |                               |                               |
| grupa Ciechanów-Ostrołęka                                                                                     |                               |                               |                               |
| ŻUR | Wkra Żuromin                  | 1                             |                               |
| grupa Płock                                                                                                   |                               |                               |                               |
| KSE | Kasztelan Sierpc              | 1                             |                               |
| SŁU | Delta Słupno                  | 21                            |                               |
| grupa Warszawa I                                                                                              |                               |                               |                               |
| ŁOM | KS Łomianki                   | 1                             |                               |
| BUG | Bug Wyszków                   | 2                             |                               |
| Oznaczenia: - kolumna pierwsza – skróty nazw drużyn, - kolumna trzecia – miejsce zajęte w poprzednim sezonie. |                               |                               |                               |

Objaśnienia:
1. Delta Słupno wygrała baraże o awans do V ligi z Wektrą Zbuczyn.
2. Bug Wyszków wygrał baraże o awans do V ligi z KS-em Warką.
3. Mazur Gostynin wycofał się po rundzie jesiennej.

#### Tabela
| Lp. | Drużyna              | M  | Z  | R | P  | Bramki | Bramki | Różn. | Pkt | Uwagi                       | Bezpośrednio |
| --- | -------------------- | -- | -- | - | -- | ------ | ------ | ----- | --- | --------------------------- | ------------ |
| 1   | KS Łomianki (M) (A)  | 28 | 22 | 4 | 2  | 93     | 26     | +67   | 70  | Awans do IV ligi            |              |
| 2   | Marcovia Marki (A)   | 28 | 19 | 3 | 6  | 96     | 49     | +47   | 60  | Awans do IV ligi            |              |
| 3   | Nadnarwianka Pułtusk | 28 | 18 | 5 | 5  | 82     | 38     | +44   | 59  |                             |              |
| 4   | Polonia II Warszawa  | 28 | 16 | 6 | 6  | 78     | 35     | +43   | 54  |                             |              |
| 5   | Narew Ostrołęka      | 28 | 15 | 7 | 6  | 65     | 45     | +20   | 52  |                             |              |
| 6   | Drukarz Warszawa     | 28 | 12 | 6 | 10 | 49     | 40     | +9    | 42  |                             |              |
| 7   | Huragan Wołomin      | 28 | 12 | 3 | 13 | 47     | 54     | −7    | 39  | HWO – KSE 3:1 KSE – HWO 1:3 |              |
| 8   | Kasztelan Sierpc     | 28 | 12 | 3 | 13 | 62     | 60     | +2    | 39  | HWO – KSE 3:1 KSE – HWO 1:3 |              |
| 9   | Żbik Nasielsk        | 28 | 12 | 2 | 14 | 60     | 60     | 0     | 38  |                             |              |
| 10  | Bug Wyszków          | 28 | 11 | 4 | 13 | 57     | 49     | +8    | 37  |                             |              |
| 11  | PAF Płońsk           | 28 | 10 | 4 | 14 | 54     | 70     | −16   | 34  |                             |              |
| 12  | Sokół Serock         | 28 | 10 | 3 | 15 | 57     | 65     | −8    | 33  |                             |              |
| 13  | Wkra Żuromin (S)     | 28 | 9  | 4 | 15 | 47     | 70     | −23   | 31  | Spadek do klasy okręgowej   |              |
| 14  | Delta Słupno (S)     | 28 | 2  | 0 | 26 | 18     | 143    | −125  | 6   | Spadek do klasy okręgowej   |              |
| 15  | Mazur Gostynin1      | 28 | 2  | 2 | 24 | 11     | 72     | −61   | 8   | Drużyna wycofana            |              |

### Grupa II

#### Drużyny
| Uczestnicy poprzedniej edycji                                                                                 | Uczestnicy poprzedniej edycji | Uczestnicy poprzedniej edycji | Uczestnicy poprzedniej edycji |
| --- | ----------------------------- | ----------------------------- | ----------------------------- |
| RA2 | Radomiak II Radom             | 3                             |                               |
| OŻA | Ożarowianka Ożarów Mazowiecki | 4                             |                               |
| MIM | Milan Milanówek               | 5                             |                               |
| PRO | LKS Promna                    | 6                             |                               |
| ŻYR | Żyrardowianka Żyrardów        | 7                             |                               |
| ESC | Escola Varsovia               | 8                             |                               |
| CHL | LKS Chlebnia                  | 9                             |                               |
| EKO | Energia Kozienice             | 10                            |                               |
| SOP | Podlasie Sokołów Podlaski     | 11                            |                               |
| Spadek z IV ligi 2023/2024                                                                                    |                               |                               |                               |
| grupa mazowiecka                                                                                              |                               |                               |                               |
| MAZ | Mazur Karczew                 | 14                            |                               |
| RAS | KS Raszyn                     | 16                            |                               |
| DJE | Drogowiec Jedlińsk            | 18                            |                               |
| Awans z klasy okręgowej 2023/2024                                                                             |                               |                               |                               |
| grupa Radom                                                                                                   |                               |                               |                               |
| PIO | Proch Pionki                  | 1                             |                               |
| grupa Siedlce                                                                                                 |                               |                               |                               |
| PS2 | Pogoń II Siedlce              | 1                             |                               |
| grupa Warszawa II                                                                                             |                               |                               |                               |
| ZPR2 | Znicz II Pruszków             | 1                             |                               |
| NZI | Naprzód Zielonki              | 21                            |                               |
| Oznaczenia: - kolumna pierwsza – skróty nazw drużyn, - kolumna trzecia – miejsce zajęte w poprzednim sezonie. |                               |                               |                               |

Objaśnienia:
1. Naprzód Zielonki wygrali baraże o awans do V ligi z Opią Opinogóra.

#### Tabela
| Lp. | Drużyna                           | M  | Z  | R | P  | Bramki | Bramki | Różn. | Pkt | Uwagi                                 | Bezpośrednio                          |
| --- | --------------------------------- | -- | -- | - | -- | ------ | ------ | ----- | --- | ------------------------------------- | ------------------------------------- |
| 1   | Mazur Karczew (M) (A)             | 30 | 21 | 4 | 5  | 79     | 36     | +43   | 67  | Awans do IV ligi                      |                                       |
| 2   | Ożarowianka Ożarów Mazowiecki (A) | 30 | 19 | 6 | 5  | 71     | 35     | +36   | 63  | Awans do IV ligi                      |                                       |
| 3   | Energia Kozienice                 | 30 | 17 | 6 | 7  | 68     | 40     | +28   | 57  |                                       |                                       |
| 4   | Podlasie Sokołów Podlaski         | 30 | 15 | 8 | 7  | 67     | 47     | +20   | 53  | SOP – NZI 4:3 NZI – SOP 0:1           |                                       |
| 5   | Naprzód Zielonki                  | 30 | 16 | 5 | 9  | 67     | 45     | +22   | 53  | SOP – NZI 4:3 NZI – SOP 0:1           | Przeniesienie do grupy mazowieckiej I |
| 6   | Znicz II Pruszków                 | 30 | 15 | 5 | 10 | 71     | 49     | +22   | 50  |                                       |                                       |
| 7   | LKS Chlebnia                      | 30 | 12 | 5 | 13 | 62     | 64     | −2    | 41  |                                       |                                       |
| 8   | LKS Promna                        | 30 | 11 | 7 | 12 | 51     | 63     | −12   | 40  | PRO – PIO 1:1 PIO – PRO 1:3           |                                       |
| 9   | Proch Pionki                      | 30 | 11 | 7 | 12 | 54     | 55     | −1    | 40  | PRO – PIO 1:1 PIO – PRO 1:3           |                                       |
| 10  | Drogowiec Jedlińsk                | 30 | 11 | 5 | 14 | 49     | 58     | −9    | 38  |                                       |                                       |
| 11  | Żyrardowianka Żyrardów            | 30 | 10 | 5 | 15 | 51     | 51     | 0     | 35  |                                       |                                       |
| 12  | Escola Varsovia                   | 30 | 10 | 4 | 16 | 45     | 59     | −14   | 34  | Przeniesienie do grupy mazowieckiej I |                                       |
| 13  | Radomiak II Radom (S)             | 30 | 8  | 9 | 13 | 48     | 54     | −6    | 33  | Spadek do klasy okręgowej             | RA2 – PS2 2:3 PS2 – RA2 1:3           |
| 14  | Pogoń II Siedlce (S)              | 30 | 10 | 3 | 17 | 57     | 71     | −14   | 33  | Spadek do klasy okręgowej             | RA2 – PS2 2:3 PS2 – RA2 1:3           |
| 15  | KS Raszyn (S)                     | 30 | 7  | 8 | 15 | 43     | 67     | −24   | 29  | Spadek do klasy okręgowej             |                                       |
| 16  | Milan Milanówek (S)               | 30 | 1  | 5 | 24 | 16     | 95     | −79   | 8   | Spadek do klasy okręgowej             |                                       |

## Województwo śląskie

### Grupa I

#### Drużyny
| Uczestnicy klasy okręgowej w sezonie 2023/2024                                                                | Uczestnicy klasy okręgowej w sezonie 2023/2024 | Uczestnicy klasy okręgowej w sezonie 2023/2024 | Uczestnicy klasy okręgowej w sezonie 2023/2024 |
| --- | ---------------------------------------------- | ---------------------------------------------- | ---------------------------------------------- |
| grupa śląska I                                                                                                |                                                |                                                |                                                |
| OMŚ | Odra Miasteczko Śląskie                        | 1                                              |                                                |
| PRZ | Jedność 32 Przyszowice                         | 2                                              |                                                |
| SIL | Silesia Miechowice                             | 3                                              |                                                |
| grupa śląska II                                                                                               |                                                |                                                |                                                |
| PAN | KS Panki                                       | 1                                              |                                                |
| SK2 | Skra II/Płomień Częstochowa                    | 2                                              |                                                |
| LKR | Liswarta Krzepice                              | 3                                              |                                                |
| ŻAR | Zieloni Żarki                                  | 41                                             |                                                |
| grupa śląska IV                                                                                               |                                                |                                                |                                                |
| MIK | AKS Mikołów                                    | 1                                              |                                                |
| RC2 | Ruch II Chorzów                                | 2                                              |                                                |
| ŚCE | Śląsk Świętochłowice                           | 3                                              |                                                |
| Spadek z IV ligi 2023/2024                                                                                    |                                                |                                                |                                                |
| grupa śląska I                                                                                                |                                                |                                                |                                                |
| SZO | Szombierki Bytom                               | 11                                             |                                                |
| ZS2 | Zagłębie II Sosnowiec                          | 12                                             |                                                |
| SZJ | Szczakowianka Jaworzno                         | 13                                             |                                                |
| RĘD | Unia Rędziny                                   | 14                                             |                                                |
| OMI | Orzeł Miedary                                  | 15                                             |                                                |
| ZKL | Znicz Kłobuck                                  | 16                                             |                                                |
| Oznaczenia: - kolumna pierwsza – skróty nazw drużyn, - kolumna trzecia – miejsce zajęte w poprzednim sezonie. |                                                |                                                |                                                |

Objaśnienia:
1. Ze względu na wycofanie się MKS-u Myszków (spadkowicza z IV ligi) z rozgrywek V ligi, dodatkowy awans uzyskali Zieloni Żarki[12].
2. Skra Częstochowa połączyła się z Płomieniem Częstochowa, w wyniku czego Skra II Częstochowa zmieniła nazwę na Skra II/Płomień Częstochowa.

#### Tabela
| Lp. | Drużyna                      | M  | Z  | R | P  | Bramki | Bramki | Różn. | Pkt | Uwagi                       | Bezpośrednio     |
| --- | ---------------------------- | -- | -- | - | -- | ------ | ------ | ----- | --- | --------------------------- | ---------------- |
| 1   | Szombierki Bytom (M) (A)     | 30 | 24 | 2 | 4  | 110    | 38     | +72   | 74  | Awans do IV ligi            |                  |
| 2   | Znicz Kłobuck (B)            | 30 | 23 | 3 | 4  | 79     | 35     | +44   | 72  | Baraże o awans do IV ligi   |                  |
| 3   | Zagłębie II Sosnowiec        | 30 | 23 | 1 | 6  | 97     | 43     | +54   | 70  |                             |                  |
| 4   | Unia Rędziny                 | 30 | 19 | 3 | 8  | 88     | 45     | +43   | 60  |                             |                  |
| 5   | Ruch II Chorzów              | 30 | 17 | 8 | 5  | 66     | 36     | +30   | 59  |                             |                  |
| 6   | Śląsk Świętochłowice         | 30 | 13 | 5 | 12 | 59     | 61     | −2    | 44  |                             |                  |
| 7   | Odra Miasteczko Śląskie      | 30 | 14 | 1 | 15 | 55     | 70     | −15   | 43  |                             |                  |
| 8   | AKS Mikołów                  | 30 | 12 | 6 | 12 | 64     | 62     | +2    | 42  |                             |                  |
| 9   | Szczakowianka Jaworzno       | 30 | 11 | 6 | 13 | 51     | 52     | −1    | 39  |                             |                  |
| 10  | Orzeł Miedary                | 30 | 10 | 3 | 17 | 46     | 79     | −33   | 33  |                             |                  |
| 11  | Liswarta Krzepice            | 30 | 8  | 8 | 14 | 56     | 61     | −5    | 32  | LKR – SK2 2:0 SK2 – LKR 3:5 |                  |
| 12  | Skra II/Płomień Częstochowa1 | 30 | 10 | 2 | 18 | 72     | 79     | −7    | 32  | LKR – SK2 2:0 SK2 – LKR 3:5 | Drużyna wycofana |
| 13  | Jedność 32 Przyszowice       | 30 | 8  | 6 | 16 | 45     | 71     | −26   | 30  |                             |                  |
| 14  | Silesia Miechowice (S)       | 30 | 7  | 4 | 19 | 52     | 90     | −38   | 25  | Spadek do klasy okręgowej   |                  |
| 15  | Zieloni Żarki (S)            | 30 | 5  | 6 | 19 | 27     | 69     | −42   | 21  | Spadek do klasy okręgowej   |                  |
| 16  | KS Panki (S)                 | 30 | 2  | 4 | 24 | 31     | 107    | −76   | 10  | Spadek do klasy okręgowej   |                  |

### Grupa II

#### Drużyny
| Uczestnicy klasy okręgowej w sezonie 2023/2024                                                                | Uczestnicy klasy okręgowej w sezonie 2023/2024 | Uczestnicy klasy okręgowej w sezonie 2023/2024 | Uczestnicy klasy okręgowej w sezonie 2023/2024 |
| --- | ---------------------------------------------- | ---------------------------------------------- | ---------------------------------------------- |
| grupa śląska III                                                                                              |                                                |                                                |                                                |
| ŚWI | Forteca Świerklany                             | 1                                              |                                                |
| LKR | LKS Krzyżanowice                               | 3                                              |                                                |
| JA2 | GKS II Jastrzębie                              | 61                                             |                                                |
| grupa śląska V                                                                                                |                                                |                                                |                                                |
| DRZ | Drzewiarz Jasienica                            | 1                                              |                                                |
| WCE | GLKS Wilkowice                                 | 2                                              |                                                |
| BKS | BKS Stal Bielsko-Biała                         | 3                                              |                                                |
| ISK | Iskra Pszczyna                                 | 42                                             |                                                |
| grupa śląska VI                                                                                               |                                                |                                                |                                                |
| BŁY | Błyskawica Drogomyśl                           | 1                                              |                                                |
| SKO | Beskid 09 Skoczów                              | 2                                              |                                                |
| ŚRU | Stal-Śrubiarnia Żywiec                         | 3                                              |                                                |
| MIL | Podhalanka Milówka                             | 43                                             |                                                |
| Spadek z IV ligi 2023/2024                                                                                    |                                                |                                                |                                                |
| grupa śląska II                                                                                               |                                                |                                                |                                                |
| TEM | Tempo Puńców                                   | 11                                             |                                                |
| ŁĘK | Orzeł Łękawica                                 | 12                                             |                                                |
| MRK | MRKS Czechowice-Dziedzice                      | 13                                             |                                                |
| CZN | LKS Czaniec                                    | 14                                             |                                                |
| LKT | LKS Tworków                                    | 15                                             |                                                |
| Oznaczenia: - kolumna pierwsza – skróty nazw drużyn, - kolumna trzecia – miejsce zajęte w poprzednim sezonie. |                                                |                                                |                                                |

Objaśnienia:
1. Czarni Gorzyce zrezygnowali z awansu do V ligi, a Naprzód Syrynia i Płomień Połomia zrezygnowały z zajęcia zwolnionego miejsca, w związku z czym awans uzyskał GKS II Jastrzębie[14].
2. Iskra Pszczyna awansowała do V ligi jako najlepiej punktująca drużyna z 4. miejsca spośród grup III, V i VI klasy okręgowej w woj. śląskim[15].
3. Ze względu na rezygnację z gry w V lidze MKS-u Lędziny (spadkowicza z IV ligi), dodatkowy awans uzyskał Podhalanka Milówka[16].

#### Tabela
| Lp. | Drużyna                       | M  | Z  | R  | P  | Bramki | Bramki | Różn. | Pkt | Uwagi                       | Bezpośrednio                                                   |
| --- | ----------------------------- | -- | -- | -- | -- | ------ | ------ | ----- | --- | --------------------------- | -------------------------------------------------------------- |
| 1   | Orzeł Łękawica (M) (A)        | 30 | 22 | 8  | 0  | 85     | 36     | +49   | 74  | Awans do IV ligi            |                                                                |
| 2   | MRKS Czechowice-Dziedzice (B) | 30 | 21 | 6  | 3  | 76     | 28     | +48   | 69  | Baraże o awans do IV ligi   |                                                                |
| 3   | BKS Stal Bielsko-Biała        | 30 | 20 | 2  | 8  | 74     | 42     | +32   | 62  |                             |                                                                |
| 4   | LKS Czaniec                   | 30 | 16 | 7  | 7  | 74     | 49     | +25   | 55  |                             |                                                                |
| 5   | Forteca Świerklany            | 30 | 15 | 8  | 7  | 58     | 42     | +16   | 53  |                             |                                                                |
| 6   | Drzewiarz Jasienica           | 30 | 13 | 10 | 7  | 58     | 45     | +13   | 49  |                             |                                                                |
| 7   | GLKS Wilkowice                | 30 | 11 | 8  | 11 | 53     | 55     | −2    | 41  | WCE – LKT 2:3 LKT – WCE 1:2 |                                                                |
| 8   | LKS Tworków                   | 30 | 12 | 5  | 13 | 48     | 60     | −12   | 41  | WCE – LKT 2:3 LKT – WCE 1:2 |                                                                |
| 9   | Stal-Śrubiarnia Żywiec        | 30 | 11 | 5  | 14 | 52     | 62     | −10   | 38  | ŚRU – SKO 3:0 SKO – ŚRU 1:1 |                                                                |
| 10  | Beskid 09 Skoczów             | 30 | 10 | 8  | 12 | 43     | 45     | −2    | 38  | ŚRU – SKO 3:0 SKO – ŚRU 1:1 |                                                                |
| 11  | Błyskawica Drogomyśl          | 30 | 9  | 5  | 16 | 54     | 65     | −11   | 32  |                             |                                                                |
| 12  | GKS II Jastrzębie1            | 30 | 8  | 5  | 17 | 57     | 72     | −15   | 29  |                             |                                                                |
| 13  | Tempo Puńców (S)              | 30 | 6  | 7  | 17 | 31     | 53     | −22   | 25  | Spadek do klasy okręgowej   | TEM: 9 pkt, różn. +4 ISK: 6 pkt, różn. -1 LKR: 3 pkt, różn. -3 |
| 14  | Iskra Pszczyna (S)            | 30 | 7  | 4  | 19 | 41     | 77     | −36   | 25  | Spadek do klasy okręgowej   | TEM: 9 pkt, różn. +4 ISK: 6 pkt, różn. -1 LKR: 3 pkt, różn. -3 |
| 15  | LKS Krzyżanowice (S)          | 30 | 6  | 7  | 17 | 43     | 71     | −28   | 25  | Spadek do klasy okręgowej   | TEM: 9 pkt, różn. +4 ISK: 6 pkt, różn. -1 LKR: 3 pkt, różn. -3 |
| 16  | Podhalanka Milówka (S)        | 30 | 3  | 5  | 22 | 38     | 83     | −45   | 14  | Spadek do klasy okręgowej   |                                                                |

### Baraże o awans
W barażach o awans uczestniczyły 3 drużyny: 15. zespół IV ligi oraz wicemistrzowie V ligi. W I rundzie zmierzyły się drużyny z V ligi a zwycięzca awansował do II rundy, gdzie zmierzył się z drużyną z IV ligi. Zwycięzca II rundy uzyskał prawo do gry w IV lidze w następnym sezonie.

#### I runda
| 18 czerwca 2025 | Znicz Kłobuck | 2:2 k. 5:4 | MRKS Czechowice-Dziedzice |  |
| 17:30           |               |            |                           |  |

#### II runda
| 21 czerwca 2025 | Odra Wodzisław Śląski | 0:2 | Znicz Kłobuck |  |
| 17:00           |                       |     |               |  |

## Województwo wielkopolskie

### Grupa I

#### Drużyny
| Uczestnicy poprzedniej edycji                                                                                 | Uczestnicy poprzedniej edycji          | Uczestnicy poprzedniej edycji | Uczestnicy poprzedniej edycji |
| --- | -------------------------------------- | ----------------------------- | ----------------------------- |
| ZGO | Zamek Gołańcz                          | 21                            |                               |
| LTR | Lubuszanin Trzcianka                   | 3                             |                               |
| DGW | Nasza Dyskobolia Grodzisk Wielkopolski | 4                             |                               |
| KŁO | Kłos Budzyń                            | 5                             |                               |
| KPP | KP Piła                                | 6                             |                               |
| MIĘ | Warta Międzychód                       | 7                             |                               |
| PRZ | Płomień Przyprostynia                  | 8                             |                               |
| OCH | Orkan Chorzemin                        | 9                             |                               |
| KST | Korona Stróżewo                        | 10                            |                               |
| SZA | Sparta Szamotuły                       | 11                            |                               |
| SOK | Sokół Pniewy                           | 12                            |                               |
| SPO | Sparta Oborniki                        | 14                            |                               |
| Spadek z IV ligi 2023/2024                                                                                    |                                        |                               |                               |
| grupa wielkopolska                                                                                            |                                        |                               |                               |
| ŁOB | Pogoń Łobżenica                        | 18                            |                               |
| Awans z klasy okręgowej 2023/2024                                                                             |                                        |                               |                               |
| grupa wielkopolska I                                                                                          |                                        |                               |                               |
| SZA | Sokół Szamocin                         | 1                             |                               |
| SZY | Iskra Szydłowo                         | 2                             |                               |
| grupa wielkopolska II                                                                                         |                                        |                               |                               |
| KŁG | Kłos Gałowo                            | 1                             |                               |
| Oznaczenia: - kolumna pierwsza – skróty nazw drużyn, - kolumna trzecia – miejsce zajęte w poprzednim sezonie. |                                        |                               |                               |

Objaśnienia:
1. Zamek Gołańcz przegrał baraże o awans do IV ligi z Polonią Goliną.
2. Iskra Szydłowo wygrał baraże o awans do V ligi z Wilkami Wilczyn.

#### Tabela
| Lp. | Drużyna                                | M  | Z  | R | P  | Bramki | Bramki | Różn. | Pkt | Uwagi                     | Bezpośrednio |
| --- | -------------------------------------- | -- | -- | - | -- | ------ | ------ | ----- | --- | ------------------------- | ------------ |
| 1   | Warta Międzychód (M) (A)               | 30 | 24 | 5 | 1  | 110    | 28     | +82   | 77  | Awans do IV ligi          |              |
| 2   | KP Piła (B)                            | 30 | 24 | 4 | 2  | 102    | 21     | +81   | 76  | Baraże o awans do IV ligi |              |
| 3   | Nasza Dyskobolia Grodzisk Wielkopolski | 30 | 19 | 2 | 9  | 78     | 47     | +31   | 59  |                           |              |
| 4   | Kłos Budzyń                            | 30 | 16 | 4 | 10 | 58     | 40     | +18   | 52  |                           |              |
| 5   | Sparta Oborniki                        | 30 | 15 | 6 | 9  | 74     | 50     | +24   | 51  |                           |              |
| 6   | Lubuszanin Trzcianka                   | 30 | 14 | 5 | 11 | 68     | 59     | +9    | 47  |                           |              |
| 7   | Zamek Gołańcz                          | 30 | 13 | 5 | 12 | 59     | 46     | +13   | 44  |                           |              |
| 8   | Sparta Szamotuły                       | 30 | 13 | 4 | 13 | 49     | 60     | −11   | 43  |                           |              |
| 9   | Płomień Przyprostynia                  | 30 | 12 | 5 | 13 | 64     | 66     | −2    | 41  |                           |              |
| 10  | Iskra Szydłowo                         | 30 | 12 | 2 | 16 | 58     | 74     | −16   | 38  |                           |              |
| 11  | Korona Stróżewo                        | 30 | 8  | 9 | 13 | 48     | 48     | 0     | 33  |                           |              |
| 12  | Kłos Gałowo                            | 30 | 8  | 6 | 16 | 47     | 77     | −30   | 30  |                           |              |
| 13  | Sokół Pniewy1                          | 30 | 7  | 7 | 16 | 46     | 73     | −27   | 28  | Drużyna wycofana          |              |
| 14  | Sokół Szamocin1                        | 30 | 7  | 5 | 18 | 40     | 91     | −51   | 26  |                           |              |
| 15  | Orkan Chorzemin (S)                    | 30 | 6  | 7 | 17 | 40     | 71     | −31   | 25  | Spadek do klasy okręgowej |              |
| 16  | Pogoń Łobżenica (S)                    | 30 | 3  | 2 | 25 | 26     | 116    | −90   | 11  | Spadek do klasy okręgowej |              |

### Grupa II

#### Drużyny
| Uczestnicy poprzedniej edycji                                                                                 | Uczestnicy poprzedniej edycji | Uczestnicy poprzedniej edycji | Uczestnicy poprzedniej edycji |
| --- | ----------------------------- | ----------------------------- | ----------------------------- |
| grupa wielkopolska II                                                                                         |                               |                               |                               |
| GKN | Górnik Konin                  | 3                             |                               |
| MSW | Meblorz Swarzędz              | 4                             |                               |
| AVI | Avia Kamionki                 | 5                             |                               |
| OKŁ | Olimpia Koło                  | 6                             |                               |
| LKO | 1922 Lechia Kostrzyn          | 7                             |                               |
| ŚR2 | Polonia II Środa Wielkopolska | 8                             |                               |
| TRZ | Zjednoczeni Trzemeszno        | 9                             |                               |
| POL | Polanin Strzałkowo            | 10                            |                               |
| KZA | Kłos Zaniemyśl                | 11                            |                               |
| PKB | Polonus Kazimierz Biskupi     | 12                            |                               |
| DOP | GKS Dopiewo                   | 13                            |                               |
| PRZ | Przemysław Poznań             | 141                           |                               |
| grupa wielkopolska I                                                                                          |                               |                               |                               |
| WSK | Wełna Skoki                   | 13                            |                               |
| Spadek z IV ligi 2023/2024                                                                                    |                               |                               |                               |
| grupa wielkopolska                                                                                            |                               |                               |                               |
| TPO | Tarnovia Tarnowo Podgórne     | 17                            |                               |
| Awans z klasy okręgowej 2023/2024                                                                             |                               |                               |                               |
| grupa wielkopolska II                                                                                         |                               |                               |                               |
| LSW | Lider Swarzędz                | 2                             |                               |
| grupa wielkopolska III                                                                                        |                               |                               |                               |
| UKS | UKS Śrem                      | 1                             |                               |
| Oznaczenia: - kolumna pierwsza – skróty nazw drużyn, - kolumna trzecia – miejsce zajęte w poprzednim sezonie. |                               |                               |                               |

Objaśnienia:
1. Ze względu na wycofanie się Orła Mroczeń z grupy III, w V lidze utrzymał się Przemysław Poznań[20].
2. Lider Swarzędz wygrał baraże o awans do V ligi z Patrią Buk.

#### Tabela
| Lp. | Drużyna                       | M  | Z  | R | P  | Bramki | Bramki | Różn. | Pkt | Uwagi                                   | Bezpośrednio |
| --- | ----------------------------- | -- | -- | - | -- | ------ | ------ | ----- | --- | --------------------------------------- | ------------ |
| 1   | Górnik Konin (M) (A)          | 30 | 22 | 8 | 0  | 93     | 25     | +68   | 74  | Awans do IV ligi                        |              |
| 2   | Olimpia Koło (B)              | 30 | 21 | 6 | 3  | 82     | 26     | +56   | 69  | Baraże o awans do IV ligi               |              |
| 3   | Meblorz Swarzędz              | 30 | 20 | 5 | 5  | 98     | 46     | +52   | 65  |                                         |              |
| 4   | Polonia II Środa Wielkopolska | 30 | 18 | 4 | 8  | 66     | 45     | +21   | 58  |                                         |              |
| 5   | Wełna Skoki                   | 30 | 17 | 2 | 11 | 66     | 59     | +7    | 53  | Przeniesienie do grupy wielkopolskiej I |              |
| 6   | Avia Kamionki                 | 30 | 14 | 9 | 7  | 80     | 40     | +40   | 51  |                                         |              |
| 7   | 1922 Lechia Kostrzyn          | 30 | 15 | 5 | 10 | 56     | 44     | +12   | 50  |                                         |              |
| 8   | Tarnovia Tarnowo Podgórne     | 30 | 14 | 6 | 10 | 68     | 53     | +15   | 48  | Przeniesienie do grupy wielkopolskiej I |              |
| 9   | UKS Śrem                      | 30 | 12 | 4 | 14 | 57     | 67     | −10   | 40  |                                         |              |
| 10  | Zjednoczeni Trzemeszno        | 30 | 8  | 6 | 16 | 43     | 62     | −19   | 30  |                                         |              |
| 11  | Lider Swarzędz                | 30 | 8  | 6 | 16 | 42     | 74     | −32   | 30  |                                         |              |
| 12  | Polanin Strzałkowo            | 30 | 7  | 6 | 17 | 51     | 70     | −19   | 27  |                                         |              |
| 13  | Kłos Zaniemyśl                | 30 | 7  | 6 | 17 | 43     | 60     | −17   | 27  |                                         |              |
| 14  | Polonus Kazimierz Biskupi1    | 30 | 7  | 6 | 17 | 48     | 78     | −30   | 27  |                                         |              |
| 15  | Przemysław Poznań (S)         | 30 | 6  | 4 | 20 | 28     | 64     | −36   | 22  | Spadek do klasy okręgowej               |              |
| 16  | GKS Dopiewo (S)               | 30 | 2  | 1 | 27 | 27     | 135    | −108  | 7   | Spadek do klasy okręgowej               |              |

### Grupa III

#### Drużyny
| Uczestnicy poprzedniej edycji                                                                                 | Uczestnicy poprzedniej edycji | Uczestnicy poprzedniej edycji | Uczestnicy poprzedniej edycji |
| --- | ----------------------------- | ----------------------------- | ----------------------------- |
| ZAW | Zawisza Łęka Opatowska        | 21                            |                               |
| KKR | Krobianka Krobia              | 3                             |                               |
| ZEF | Zefka Kobyla Góra             | 4                             |                               |
| KRO | Astra Krotoszyn               | 5                             |                               |
| KA2 | KKS 1925 II Kalisz            | 6                             |                               |
| GOS | Kania Gostyń                  | 7                             |                               |
| RAW | Rawia Rawicz                  | 9                             |                               |
| PĘP | Dąbroczanka Pępowo            | 10                            |                               |
| PCZ | Piast Czekanów                | 11                            |                               |
| LCI | LZS Cielcza                   | 13                            |                               |
| VOS | Victoria Ostrzeszów           | 14                            |                               |
| Spadek z IV ligi 2023/2024                                                                                    |                               |                               |                               |
| grupa wielkopolska                                                                                            |                               |                               |                               |
| KĘP | Polonia 1908 Marcinki Kępno   | 162                           |                               |
| Awans z klasy okręgowej 2023/2024                                                                             |                               |                               |                               |
| grupa wielkopolska IV                                                                                         |                               |                               |                               |
| WBW | Wisła Borek Wielkopolski      | 1                             |                               |
| JAR | GKS Jaraczewo                 | 23                            |                               |
| grupa wielkopolska V                                                                                          |                               |                               |                               |
| JAN | LKS Jankowy                   | 1                             |                               |
| grupa wielkopolska VI                                                                                         |                               |                               |                               |
| ORK | Orzeł Kawęczyn                | 1                             |                               |
| Oznaczenia: - kolumna pierwsza – skróty nazw drużyn, - kolumna trzecia – miejsce zajęte w poprzednim sezonie. |                               |                               |                               |

Objaśnienia:
1. Zawisza Łęka Opatowska przegrała baraże o awans do IV ligi z Polonią 1908 Marcinki Kępno.
2. Polonia 1908 Marcinki Kępno przegrała baraże o utrzymanie w IV lidze z Polonią Golina.
3. GKS Jaraczewo wygrało baraże o awans do V ligi ze Stalą Pleszew.

#### Tabela
| Lp. | Drużyna                      | M  | Z  | R | P  | Bramki | Bramki | Różn. | Pkt | Uwagi                     | Bezpośrednio |
| --- | ---------------------------- | -- | -- | - | -- | ------ | ------ | ----- | --- | ------------------------- | ------------ |
| 1   | Zefka Kobyla Góra (M) (A)    | 30 | 22 | 5 | 3  | 88     | 34     | +54   | 71  | Awans do IV ligi          |              |
| 2   | Kania Gostyń (B)             | 30 | 21 | 3 | 6  | 72     | 32     | +40   | 66  | Baraże o awans do IV ligi |              |
| 3   | Krobianka Krobia             | 30 | 19 | 5 | 6  | 78     | 38     | +40   | 62  |                           |              |
| 4   | Orzeł Kawęczyn               | 30 | 20 | 2 | 8  | 92     | 46     | +46   | 62  |                           |              |
| 5   | LKS Jankowy                  | 30 | 16 | 6 | 8  | 81     | 52     | +29   | 54  |                           |              |
| 6   | Astra Krotoszyn              | 30 | 16 | 5 | 9  | 63     | 30     | +33   | 53  |                           |              |
| 7   | Zawisza Łęka Opatowska       | 30 | 16 | 4 | 10 | 70     | 52     | +18   | 52  |                           |              |
| 8   | Piast Czekanów               | 30 | 14 | 6 | 10 | 63     | 52     | +11   | 48  |                           |              |
| 9   | Polonia 1908 Marcinki Kępno  | 30 | 15 | 2 | 13 | 56     | 54     | +2    | 47  |                           |              |
| 10  | KKS 1925 II Kalisz           | 30 | 12 | 7 | 11 | 63     | 53     | +10   | 43  |                           |              |
| 11  | Rawia Rawicz                 | 30 | 8  | 8 | 14 | 34     | 39     | −5    | 32  |                           |              |
| 12  | Dąbroczanka Pępowo           | 30 | 9  | 5 | 16 | 63     | 76     | −13   | 32  |                           |              |
| 13  | LZS Cielcza                  | 30 | 7  | 4 | 19 | 41     | 90     | −49   | 25  |                           |              |
| 14  | Wisła Borek Wielkopolski (S) | 30 | 4  | 5 | 21 | 32     | 85     | −53   | 17  | Spadek do klasy okręgowej |              |
| 15  | GKS Jaraczewo (S)            | 30 | 2  | 8 | 20 | 36     | 105    | −69   | 14  | Spadek do klasy okręgowej |              |
| 16  | Victoria Ostrzeszów (S)      | 30 | 0  | 3 | 27 | 26     | 120    | −94   | 3   | Spadek do klasy okręgowej |              |

### Baraże o awans
W barażach o awans uczestniczyły drużyna z miejsca 15. z IV ligi oraz wicemistrzowie wszystkich grup V ligi. Zwycięzca barażu uzyskał prawo do gry w IV lidze w następnym sezonie.

#### Półfinał
| 21 czerwca 2025 | KP Piła               | 1:2   | Olimpia Koło           |  |
| 12:00           | 59' Szymon Stróżyński | (0:1) | 30', 90' Jakub Antosik |  |

| 21 czerwca 2025 | Warta Śrem                                | 2:4   | Kania Gostyń                                                                                   |  |
| 17:00           | 86' Mikołaj Rakowski · 90' Patryk Uliński | (0:2) | 24' (k.) Błażej Danielczak · 27' Marcin Golniewicz · 58' Dawid Jędryczka · 90' Igor Ćwikliński |  |

#### Finał
| 28 czerwca 2025 | Olimpia Koło | 0:1 | Kania Gostyń |  |
| 17:00           |              |     |              |  |